# Aux Marocains
Aux Marocains est une confiserie, située au 33, rue Georges-Clemenceau à Vichy dans le département de l'Allier (région Auvergne-Rhône-Alpes). Créée en 1860, elle est toujours en activité. Son nom vient d'un bonbon — Le Marocain — qu'elle a créé au début du XXe siècle et qu'elle fabrique toujours, variante du Négus de Nevers.
Elle est l'une des rares boutiques de la station thermale, avec la pharmacie du Parc, subsistant de la florissante période vichyssoise sous le Second Empire.
Sa façade (refaite en 1929 en un style Art Déco) et son décor intérieur (Second Empire) sont inscrits aux monuments historiques.

## Histoire
La confiserie fut fondée en 1860 par Amable Bureau. Selon la tradition orale transmise entre les différents confiseurs qui se sont succédé, il aurait fait construire l'immeuble au 181, rue de Nîmes (aujourd'hui le 33, rue Georges-Clemenceau), à proximité des Quatre-Chemins, où il installa sa confiserie pour fêter la naissance de sa fille en 1868. À sa mort, la confiserie est reprise par sa fille et l'époux de celle-ci, Antoine Prunière, un négociant clermontois, et renommée Confiserie générale. C'est sans doute celui-ci qui fit construire l'intérieur de style Second Empire. En effet, sur le verre dépoli des portes séparant la boutique de l'arrière-boutique est inscrit « Confiserie générale A P ».
Ils la revendent en 1902 à un confiseur de Nevers, Henri Martin. C'est probablement lui qui a importé dans la station thermale la recette du Négus, un bonbon de caramel dur avec un cœur tendre inventé par une confiserie neversoise, la maison Grelier & Lyron, (du fait du succès rencontré par cette création, la confiserie prend comme nom d'enseigne Au Négus, du nom d'une spécialité de friandise toujours existante aujourd'hui à Nevers). Martin fit une variante de cette confiserie, un caramel moelleux au café ou au chocolat entouré d'un sucre glacé. Il la nomma « Le Marocain », qui évoque l'importante clientèle d'Afrique du Nord qui fréquentait alors la station thermale bourbonnaise.
En 1929, la confiserie est reprise par un chocolatier suisse, Alfred Luthy, qui en 1933 déposa la marque « Le Marocain ». Dans ces années, il fit également refaire la devanture dans un style Art déco.
Fin août 1944, lors de la libération de Vichy, les employés du salon de coiffure qui se trouvait juste au-dessus de la boutique, au premier étage de l'immeuble, auraient quitté précipitamment leur salon pour aller acclamer les FFI qui défilaient dans la rue, oubliant de fermer un robinet d'eau. Le dégât qui s'ensuivit détruisit le plafond couleur vert d'eau avec ses ornements d'angles en forme de libellules.
La façade, la boutique avec sa devanture et son décor intérieur, dont les trois comptoirs à présentoir, sont inscrits à l'inventaire supplémentaire des monuments historiques par arrêté du 10 septembre 1990.
Depuis 1992, les confiseurs Valérie et Patrick Diot sont les propriétaires de la boutique.

## Galerie de photographies

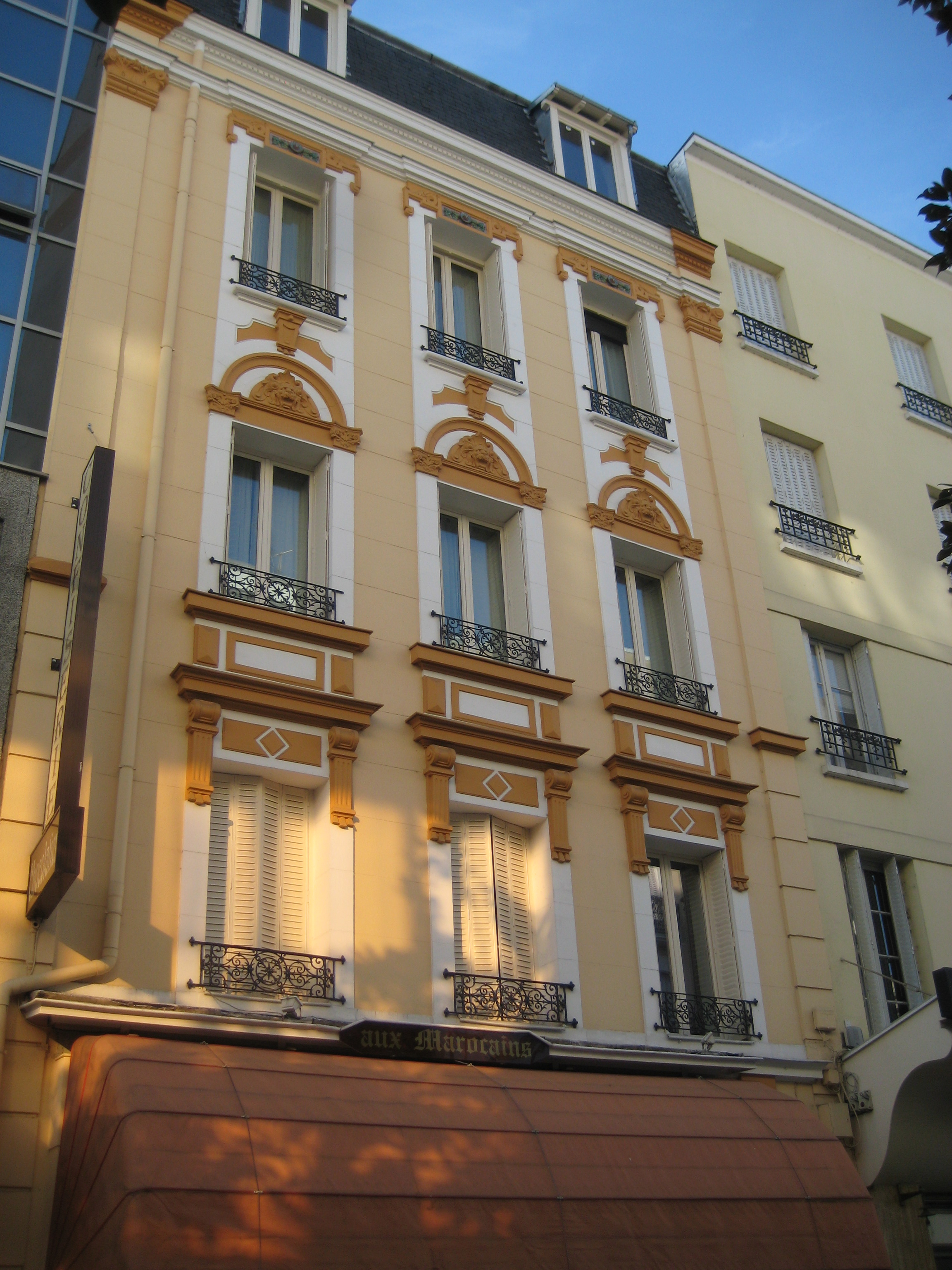
Immeuble du 33, rue Georges-Clemenceau avec la boutique Aux Marocains au rez-de-chaussée.
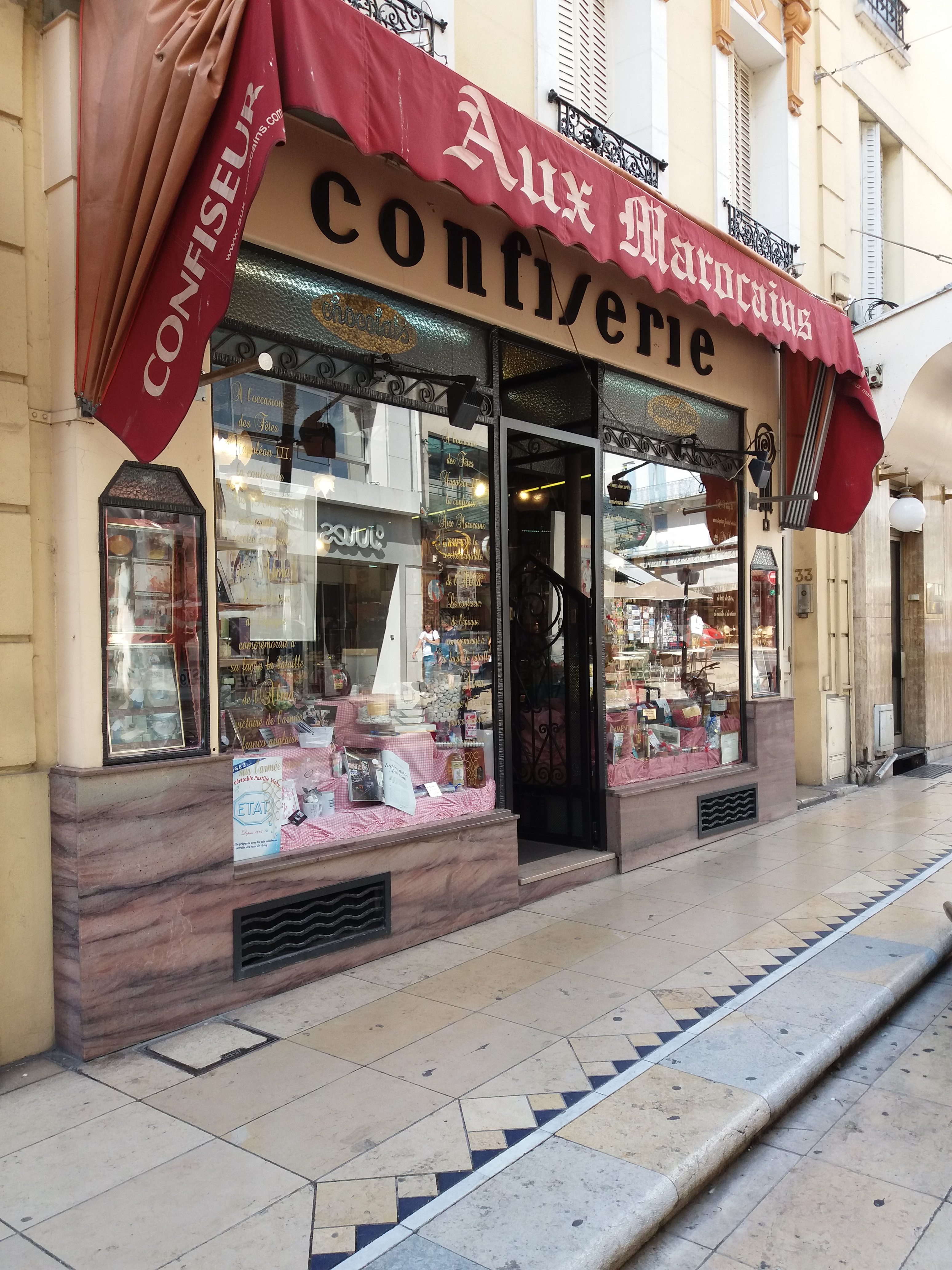
Façade extérieure, style années 1930.
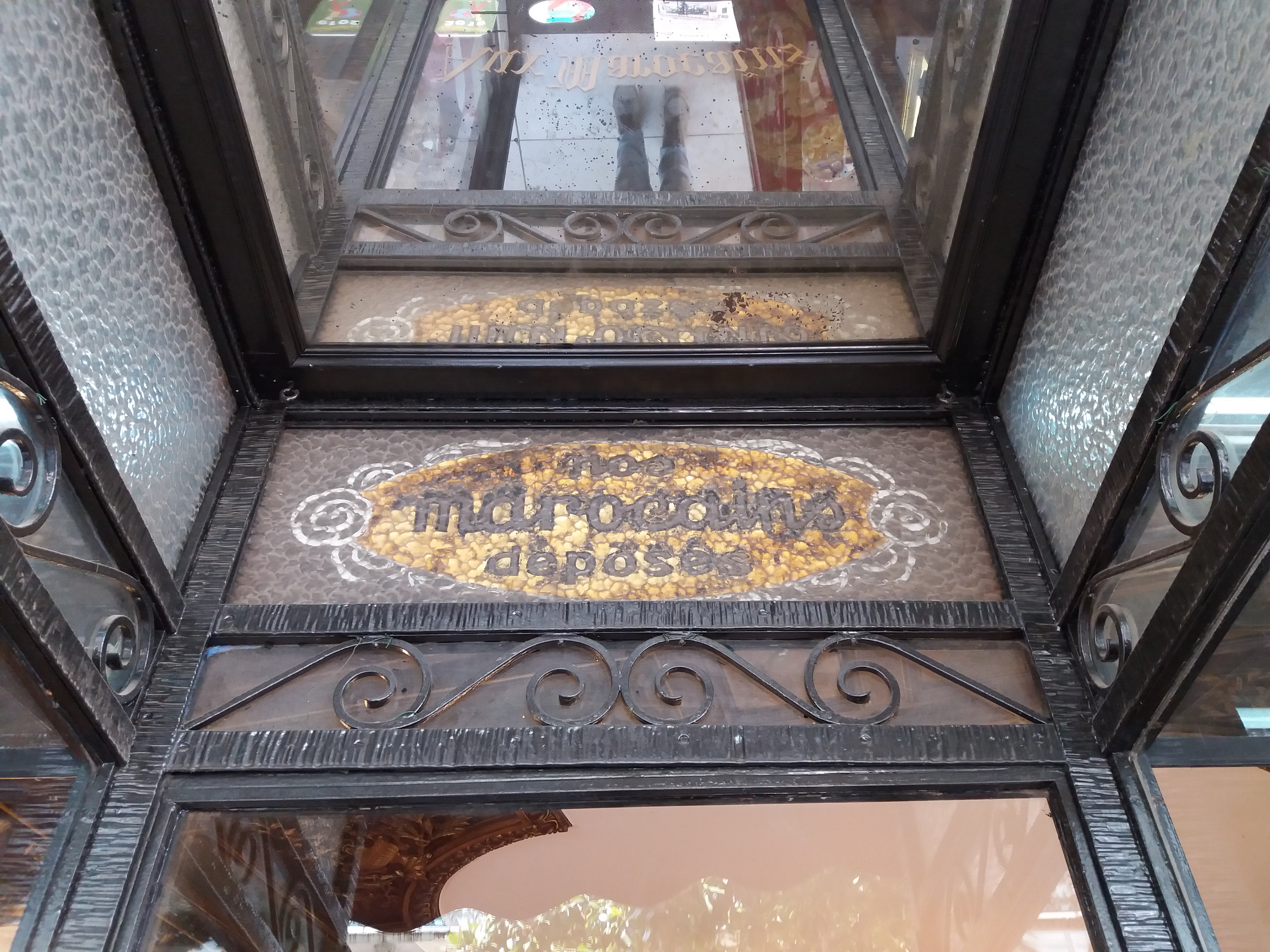
Dessus de porte de la confiserie.
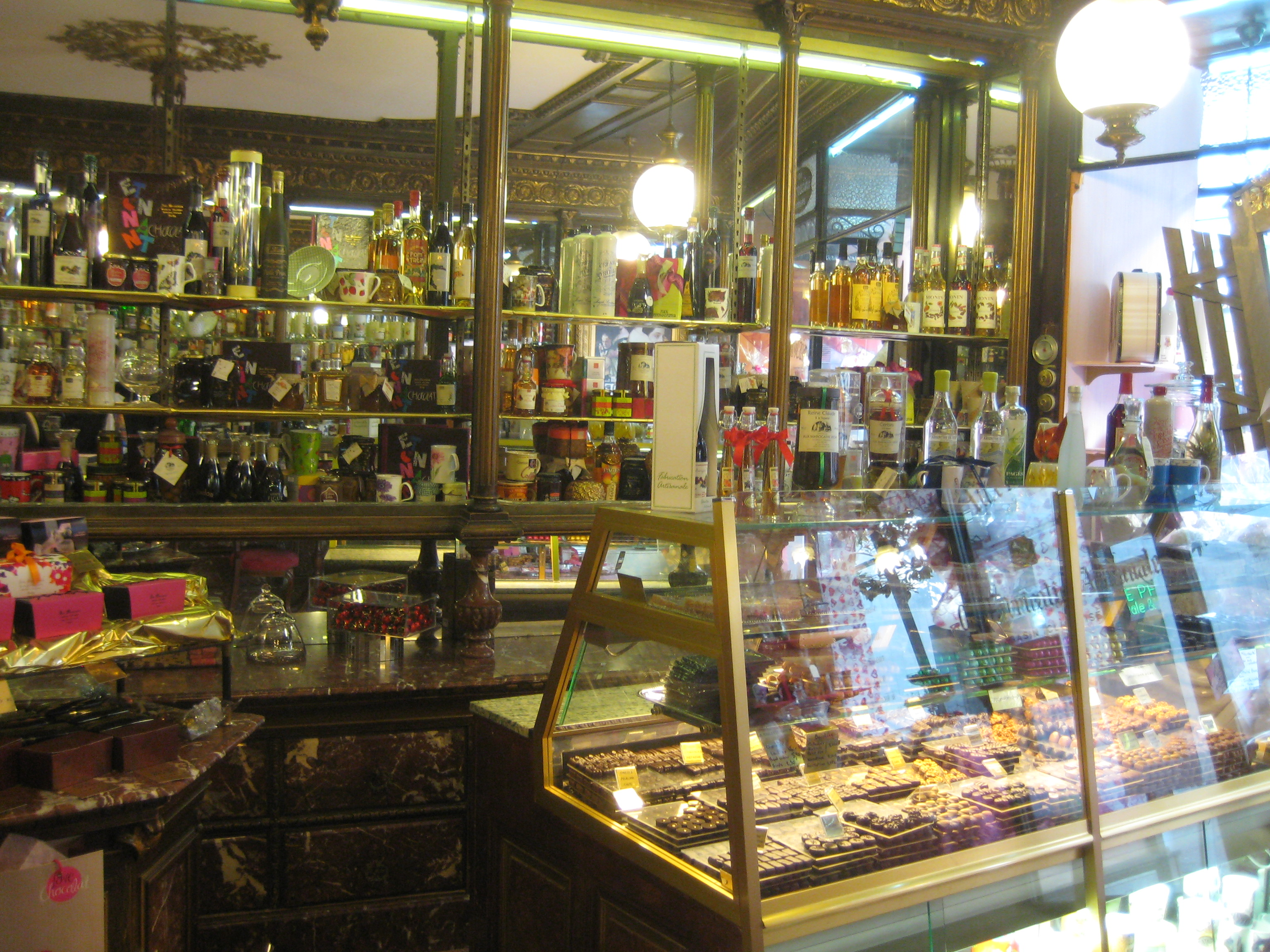
Intérieur de la confiserie.